# تاكوما سوكنو
تاكوما سوگَنو (باليابانية: 菅野 拓真) (5 أبريل 1980 في كاناغاوا في اليابان – )؛ هو لاعب كرة قدم ياباني سابق كان يلعب كمهاجم.

## وصلات خارجية
- تاكوما سوكنو على موقع رابطة كرة القدم اليابانية للمحترفين (اليابانية)
- تاكوما سوكنو على موقع عالم كرة القدم.نت (الإنجليزية)